# حقوق دریاها

حقوق دریاها شاخه‌ای از حقوق بین‌الملل عمومی است که به موضوعات مربوط به دریاها می‌پردازد. (حقوق دریاها با حقوق دریایی تفاوت زیادی دارد.  "حقوق دریایی" به تناسب نظام های حقوقی زیرمجموعه حقوق داخلی بوده و شاخه ای از حقوق مدنی یا حقوق تجارت میباشد که در آن از قواعد حاکم بر کشتی های بازرگانی و حمل و نقل دریایی و ترانزیتی با آن ها بحث میشود). 
منبع اصلی حقوق دریاها کنوانسیون ملل متحد در مورد حقوق دریاها مصوب ۱۹۸۲ است. این معاهده به «قانون اساسی دریاها» معروف است و تا فوریه ۲۰۰۹ بیش از ۱۵۷ کشور به آن پیوسته‌اند.
سرفصل های مورد مطالعه حقوق دریاها عبارت اند از: الف- تبیین ماهیت مناطق دریایی شامل آبهای داخلی، آب‌های سرزمینی، منطقه انحصاری اقتصادی، منطقه فلات قاره، کانال ها و تنگه ها، آبهای آزاد، منطقه اعملق دریاها معروف به میراث مشترک بشریت ب- حقوق، وظایف و تکالبف کشورهای ساحلی و همه کشورها در مناطق فوق الذکر، پ- وضعیت حقوقی جزایر و مسائل مختلف پیرامون جزایر و صخره ها ت- مسئولیت کشورها در قبال تصادم دریایی و برخی وضعیت های خاص، ث- استخراج معادن از پهنه های ابی آزاد، ج- حل و فصل اختلافات مربوط به دریاها فیمابین کشورها چ- کنترل دریانوردی و سایر موضوعات می‌گردد.
اصول کلی
الف- اصل ازادی دریاها
اصل اولیه و قاطع حاکم بر حقوق دریاها عبارت است از اصل آزادی دریاهاست. در پرتو این اصل تمامی پهنه های ابی عرصه ازاد و متعلق به بشریت فرض می شود و اعمال هرگونه محدیدت منوط به توافق جهانی است. گفتنی است این محدودیت ها در قالب تعیین مناطق دریایی مختلف با حقوق و تکالیف مختلف نسبت به دول ساحلی و غیر ساحلی از دوران های بسایر دور در حال تکامل بوده و در آخرین تحول کنوانسیون 1982 حقوق دریاها حاکم بر آن میباشد(حاکمیت مقررات کنوانسیون مزبور نسبت به کشورهای ثالث به دلیل عرفی بودن آن یا پذیرش کشورهای غیر عضو می باشد).
ب- اصل داشتن دریای سرزمینی
این اصل گرچه به قدمت اصل آزادی نیست لیکن قاعده ای عرفی بوده و کشورها محق به داشتن محدوده ای امن در عمق مشخصی از دریا جهت حراست از مرزهای خشکی خود هستند که در زمان اختراع توپ جنگی معادل برد توپ های جنگی حدودا معادل 3 مایل دریایی بوده است که هم اکنون عمق این منطقه به حداکثر 12 مایل دریایی افزایش یافته است. کشور ایران نیز تا قبل از سال 1372 3 مایل دریایی را به عنوان عرض دریایی سرزمینی پذیرفته بود که پس از سال 1372 ضمن تصویب قانون تعیین مناطق دریایی پیرو امضای کنوانسیون 1982 دریاها تعیین گردید. 
ج- اصل حق عبور بی ضرر
به‌طور کلی در خارج از آبهای داخلی یک کشور ساحلی، اصل حق عبور بی ضرر جریان دارد. طبق این اصل کلیه شناورهای(اعم از کشتی، هواپیما، زیردریایی و ...) خارجی می توانند طبق شرایطی عبور و مرور نمایند و یا جهت مقاصد اضطراری توقف کنند که به حق عبور و مرور بی ضرر موسوم است. لیکن در محدوده انحصاری اقتصادی و فلات قاره، حق هیچگونه  فعالیت اقتصادی مانند ماهیگیری، کشیدن خط لوله و کابل، انجام تحقیقات علمی و اقیانوس نگاری و غیره را ندارند مگر با اجازه دولت ساحلی.
د- اصل عبور ترانزیت
این اصل مربوط به تسهیل در شرایط تردد از تنگه ها، کانال ها و ترعه های بین المللی است.
رشته حقوق بین الملل دریاها
همچنان که در بالا اشاره گردید حقوق بین الملل دریاها شاخه ای از رشته حقوق بین الملل عمومی بوده و هم اکنون در برخی دانشگاه های اروپایی و آمریکایی به عنوان یک گرایش در مقطع دکتری به داوطلبین تحصیلات تکمیلی ارائه می شود. ایران و هیچ کشوری از خاورمیانه جزو این کشورها نیست.